# Anurogryllus matheticos
Anurogryllus matheticos är en insektsart som beskrevs av Otte, D. 2006. Anurogryllus matheticos ingår i släktet Anurogryllus och familjen syrsor. Inga underarter finns listade i Catalogue of Life.